# Scrupocellaria securifera
Scrupocellaria securifera is een mosdiertjessoort uit de familie van de Candidae. De wetenschappelijke naam van de soort is voor het eerst geldig gepubliceerd in 1884 door Busk.